# Ogród na Wałach w Pradze (Hradczany)
Ogród na Wałach w Pradze (czes. Zahrada Na Valech) – zabytkowy ogród przy Zamku Praskim na Hradczanach, część tzw. ogrodów południowych (czes. Jižní zahrady), w obecnym kształcie według projektu słoweńskiego architekta Jože Plečnika.

## Historia
Ogród powstał na miejscu dawnych obwarowań Zamku Praskiego, po stronie południowej. W XIX wieku ogród przekształcono, a w 1849 otoczono istniejącym do dzisiaj murem. W latach 20. XX wieku ogród został powiększony (obecnie rozciąga się on  na długości ok. pół kilometra) i przebudowany według projektu Jože Plečnika, który wówczas pełnił funkcję głównego architekta Praskiego Zamku. 
W 1926 ze względu na osunięcie się części ogrodu zrezygnowano z realizacji całego projektu Plečnika. 

## Opis
Ogród znajduje się przy południowej elewacji zamku i jest przedłużeniem Ogrodu Rajskiego. Jest przykładem ogrodu geometrycznego.
Projekt Plečnika przewidywał jak najszersze otwarcie ogrodów na panoramę Pragi. Zachowano istniejące drzewa, a pomiędzy nimi wytyczono ścieżki. W miejscu, skąd roztacza się widok na miasto z dominującą bryłą kościoła św. Mikołaja, Plečnik zaprojektował taras z piramidą. Dalej w kierunku wschodnim znajduje się tzw. Mały Belweder – punkt widokowy inspirowany architekturą antyczną. Na terenie ogrodów znajduje się również pomnik Viléma Slavaty, do którego Plečnik dołożył tzw. „leżący obelisk”. Na krańcu ogrodu od strony wschodniej znajduje się Bastion Morawski, przebudowany przez Plečnika na kolejny taras widokowy.
Do niezrealizowanych elementów należy zaakcentowanie osi ogrodu pięcioma kolumnami, które miały symbolizować krainy wchodzące w skład Czechosłowacji (Czechy, Morawy, Śląsk Opawski i część Cieszyńskiego, Słowację i Ruś Podkarpacką).

## Galeria

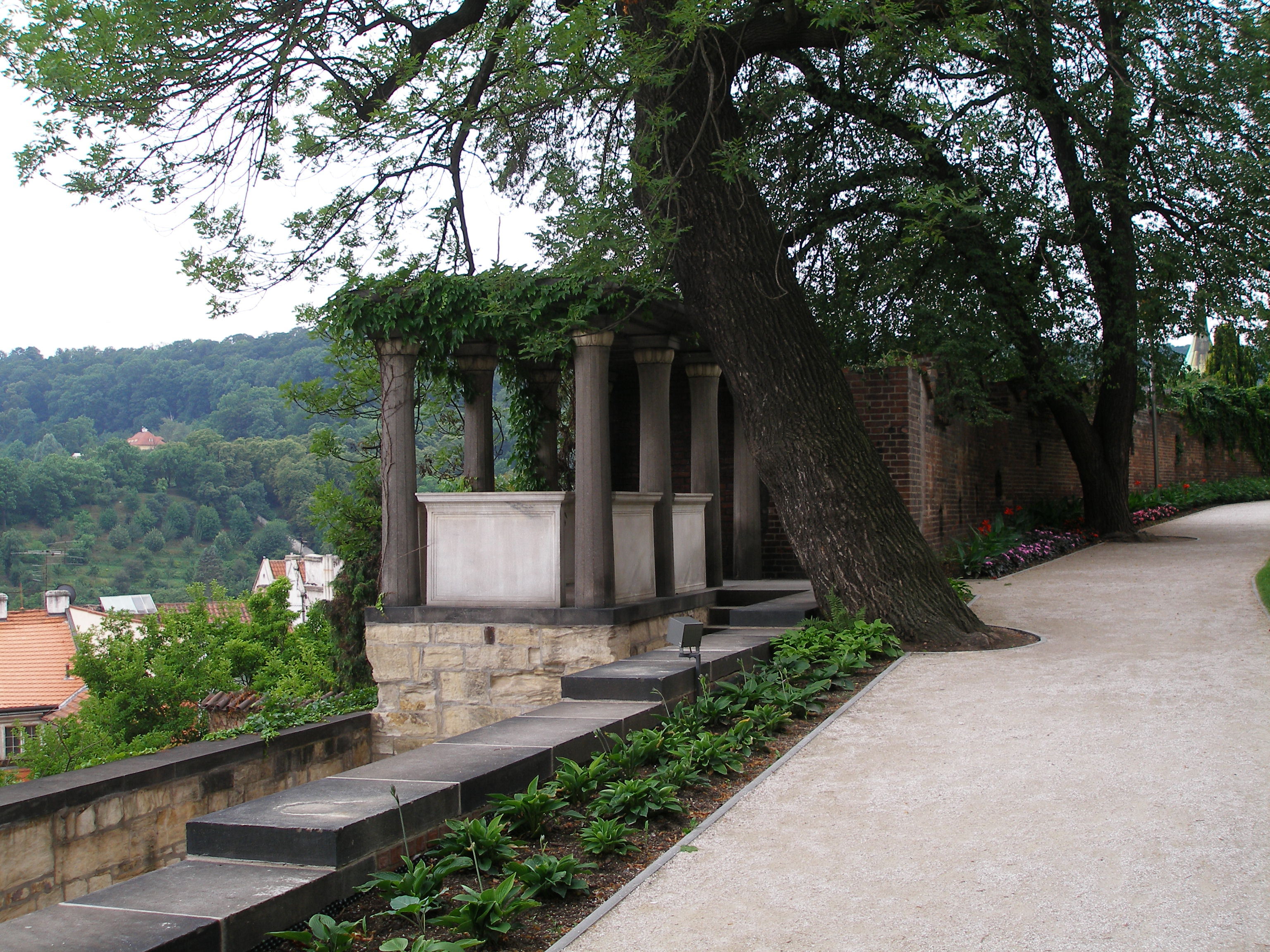
Mały Belweder
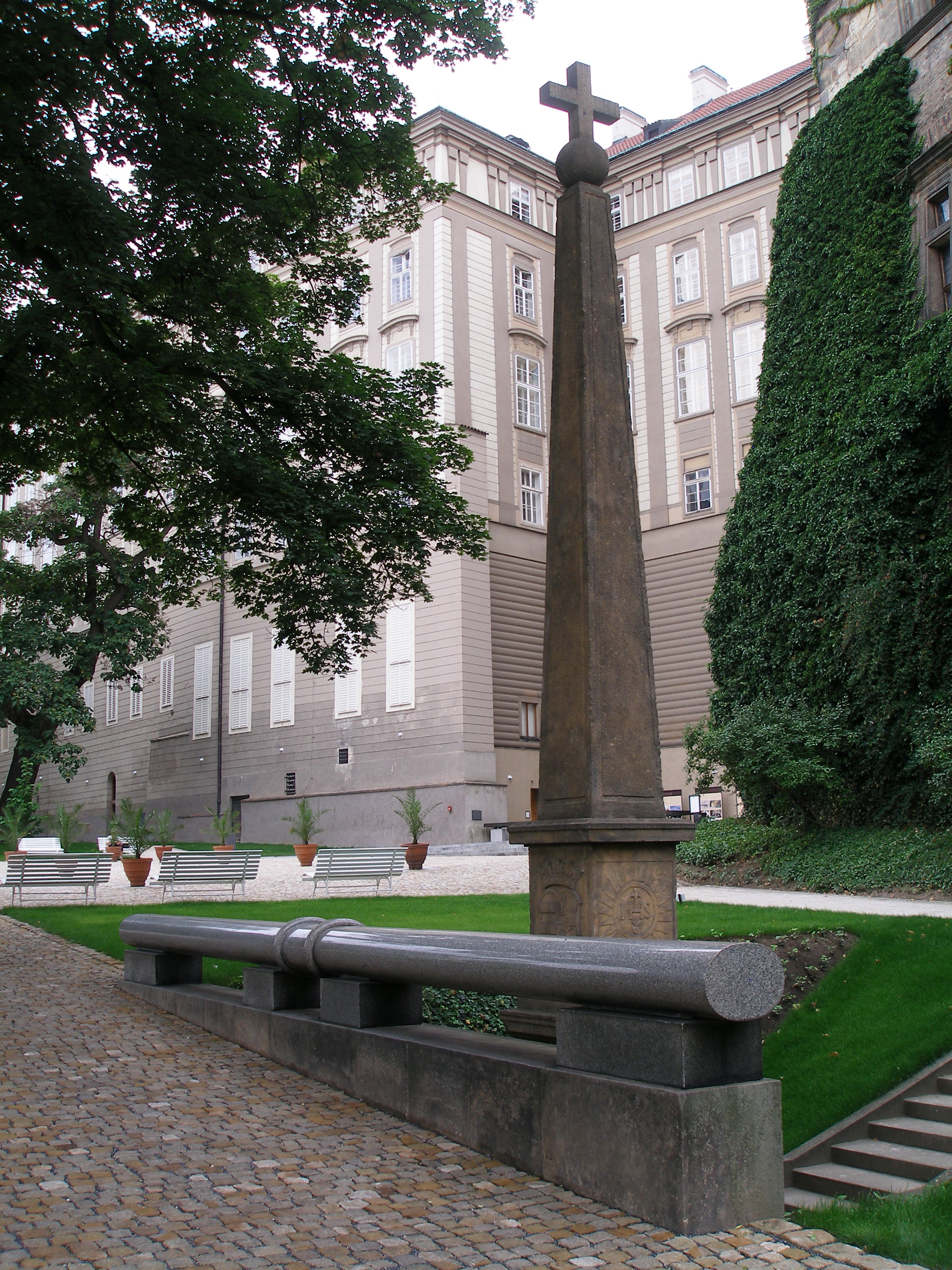
pomnik Viléma Slavaty
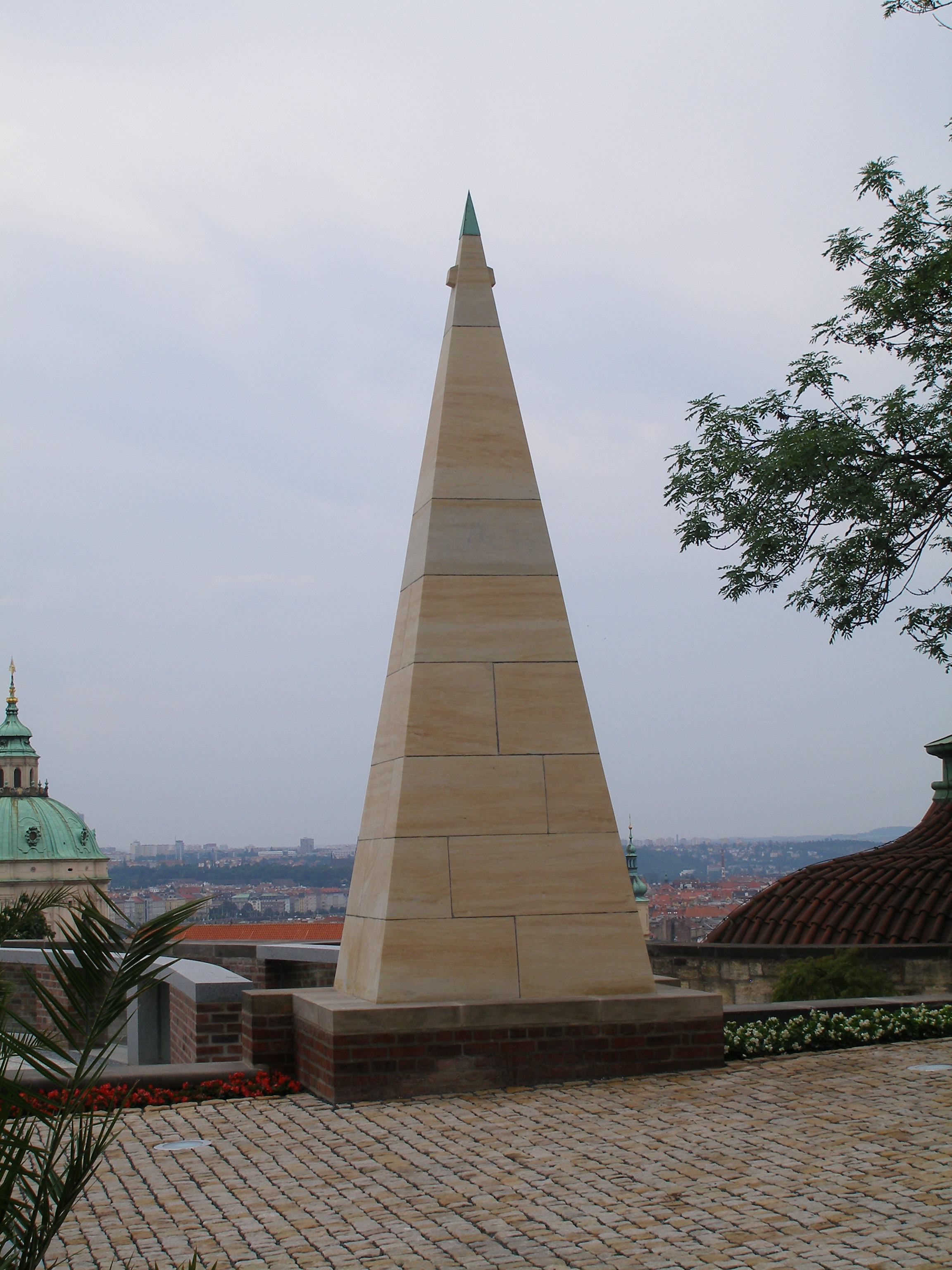
Piramida na tarasie widokowym